# Џек Харлоу
Џекман Томас Харлоу (енгл. Jackman Thomas Harlow; Луивил, 13. март 1998) амерички је репер. Потписан је за дискографску кућу Generation Now, чији је власник Atlantic Records. Такође је суоснивач сопственог музичког колектива, Private Garden. Први већи успех остварио је објављивањем сингла „Whats Poppin (remix)” из 2021. године, који је достигао друго место на америчкој топ-листи Billboard Hot 100. Дана 11. децембра 2020. објавио је свој дебитантски студијски албум Thats What They All Say, који је дебитовао и достигао пето место на америчкој топ-листи Billboard 200. Године 2021. Харлоу је објавио сарадњу са Lil Nas X-ом, „Industry Baby”, која је достигла прво место на топ-листи Hot 100, чиме је прву пут имао песму на првом месту. Сингл „First Class” из 2022. постао је његов други сингл на првом месту на топ-листи Hot 100 и први који је дебитовао на врху топ-листе.

## Дискографија
- (2020)
- (2022)